# César Cortés
César Alexis Cortés Pinto (Iquique, 9 de janeiro de 1984) é um futebolista chileno. Atualmente joga na Universidad de Chile como atacante.

## Carreira
Após ser revelado pela Universidad Católica, ter passado por vários clubes chilenos e estrangeiros (Albacete da Espanha e Polonia Warszawa da Polônia), ganhou seu primeiro campeonato nacional em 2012, jogando pelo Huachipato, jogando 21 de 23 jogos, com oito gols marcados. Uma extraordinária campanha que o levou a ser comprado pela Universidad de Chile por 500.000 US$ e ser um dos primeiros reforços da la “U” para 2013.
Em 23 de janeiro de 2013, ele marcou seu primeiro gol pela Universidad de Chile.

## Seleção Chilena
Foi convocado pela primeira vez para a Seleção Chilena em 2012.

## Estatísticas
Até 22 de fevereiro de 2013.

### Clubes
| Clube                | Temporada         | Campeonato nacional | Campeonato nacional | Copa nacional[a] | Copa nacional[a] | Competições continentais[b] | Competições continentais[b] | Outros torneios[c] | Outros torneios[c] | Total | Total |
| Clube                | Temporada         | Jogos               | Gols                | Jogos            | Gols             | Jogos                       | Gols                        | Jogos              | Gols               | Jogos | Gols  |
| -------------------- | ----------------- | ------------------- | ------------------- | ---------------- | ---------------- | --------------------------- | --------------------------- | ------------------ | ------------------ | ----- | ----- |
| Universidad de Chile | 2013              | 3                   | 1                   | 0                | 0                | 2                           | 0                           | 0                  | 0                  | 5     | 1     |
| Universidad de Chile | Total             | 3                   | 1                   | 0                | 0                | 2                           | 0                           | 0                  | 0                  | 5     | 1     |
| Total na carreira    | Total na carreira | 3                   | 1                   | 0                | 0                | 2                           | 0                           | 0                  | 0                  | 5     | 1     |

- a. ^ Jogos da Copa Chile
- b. ^ Jogos da Copa Libertadores e Copa Sul-Americana
- c. ^ Jogos do Jogo amistoso

## Títulos
Huachipato
- Campeonato Chileno: 2012 (Clausura)